# 哥威迅人
哥威迅人（英語：Gwich'in People，哥威迅语拼写为：Kutchin）是一个加拿大的原住民族群，他们说的哥威迅语属于阿萨巴斯卡语支。他们主要生活在北美洲西北部的育空地区，在美国的阿拉斯加州也有少量分布，历史上哥威迅人的居住区大部分位于北极圈以北的位置。